# بيت الحصاد للنشر
```
بيت الحصاد للنشر
 
(
بالإنجليزية
: 
Harvest House Publishers
)‏
 هي شركة نشر مسيحية تأسست عام 1974 في 
إيرفين، كاليفورنيا
 ، 
الولايات المتحدة
 ، وتقع الآن في 
يوجين،
 
أوريغن
. تنشر كتبًا 
مسيحية خيالية
 وغير خيالية، وتصدر أكثر من 160 كتابًا جديدًا سنويًا. 
[
1
]
```

## مؤلفون بارزون
- ريتشارد أبانيس  [لغات أخرى]‏
- جون أنكربيرج  [لغات أخرى]‏
- كارولين اريندز  [لغات أخرى]‏
- كاي آرثر
- ديلون بوروز
- ليندا تشايكين  [لغات أخرى]‏
- مارغريت فينبيرج  [لغات أخرى]‏
- اليزابيث جورج
- جاك دبليو هايفورد  [لغات أخرى]‏
- إد هندسون  [لغات أخرى]‏
- جريج لوري
- سوزان ميسنر
- دون ميلر
- جوني مور جونيور
- جيلبرت موريس
- هنري م. موريس هو والد حركة عِلم الخلق.
- ستورمي عمرتيان  [لغات أخرى]‏
- رون رودس  [لغات أخرى]‏
- لوريل روز ويلسون، المعروفة أيضاً بـ(لورين ستراتفورد).
- بوب ويلش
- لوري ويك  [لغات أخرى]‏
- جينيفر روتشيلد  [لغات أخرى]‏